# Маранж, Флориан
Флориа́н Мара́нж (фр. Florian Marange; 3 марта 1986, Таланс, Франция) — французский футболист, защитник.

## Карьера

### Клубная
Флориан Маранж — воспитанник клуба «Бордо». Сыграл первый матч за команду 26 января 2005 года в матче Лиги 1 против «Меца».
12 сентября 2006 года матчем с «Галатасараем» дебютировал в Лиге чемпионов.
В составе «жирондинцев» защитник становился обладателем Кубка лиги и Суперкубка страны. В чемпионском для «Бордо» сезоне Маранж играл только за «Гавр» на правах аренды и забил первый в карьере гол в Лиге 1 в матче с «Нантом» 3 мая 2009 года.
В сезоне 2009/10 находился в аренде в «Нанси». Впервые сыграл за команду 22 августа 2009 года в матче против «Ле Мана». Защитник заменил на поле Реналя Леметра на 68-й минуте встречи.
По окончании сезона Маранж вернулся в «Бордо».
16 августа 2013 года подписал однолетний контракт с «Кристал Пэлас». 27 августа дебютировал за новый клуб во втором раунде Кубка лиги в матче против «Бристоль Сити», завершившейся поражением «Пэлас» 1:2.

### В сборной
В составе сборной до 19 лет Флориан Маранж принимал участие в юношеском чемпионате Европы 2005. Защитник сыграл на турнире 5 матчей и стал чемпионом континента в своей возрастной категории.
В 2006—2009 годах выступал за молодёжную сборную страны. За это время сыграл за команду 6 матчей.

## Статистика
| Клуб             | Сезон   | Национальный чемпионат | Национальный чемпионат | Национальный чемпионат | Национальные кубки | Национальные кубки | Континентальные кубки | Континентальные кубки | Всего | Всего |
| Клуб             | Сезон   | Лига                   | Игры                   | Голы                   | Игры               | Голы               | Игры                  | Голы                  | Игры  | Голы  |
| ---------------- | ------- | ---------------------- | ---------------------- | ---------------------- | ------------------ | ------------------ | --------------------- | --------------------- | ----- | ----- |
| Бордо            | 2004/05 | Лига 1                 | 5                      | 0                      | 0                  | 0                  | 0                     | 0                     | 5     | 0     |
| Бордо            | 2005/06 | Лига 1                 | 14                     | 0                      | 2                  | 0                  | 0                     | 0                     | 16    | 0     |
| Бордо            | 2006/07 | Лига 1                 | 24                     | 0                      | 5                  | 1                  | 4                     | 0                     | 33    | 1     |
| Бордо            | 2007/08 | Лига 1                 | 7                      | 0                      | 3                  | 0                  | 6                     | 0                     | 16    | 0     |
| Бордо            | 2010/11 | Лига 1                 | 12                     | 0                      | 1                  | 0                  | 0                     | 0                     | 13    | 0     |
| Бордо            | 2011/12 | Лига 1                 | 2                      | 0                      | 1                  | 0                  | 0                     | 0                     | 3     | 0     |
| Бордо            | 2012/13 | Лига 1                 | 14                     | 0                      | 3                  | 0                  | 5                     | 0                     | 22    | 0     |
| Всего за «Бордо» |         |                        | 78                     | 0                      | 15                 | 1                  | 15                    | 0                     | 108   | 1     |
| Гавр             | 2008/09 | Лига 1                 | 13                     | 1                      | 1                  | 0                  | 0                     | 0                     | 14    | 1     |
| Всего за «Гавр»  |         |                        | 13                     | 1                      | 1                  | 0                  | 0                     | 0                     | 14    | 1     |
| Нанси            | 2009/10 | Лига 1                 | 16                     | 0                      | 1                  | 0                  | 0                     | 0                     | 17    | 0     |
| Всего за «Нанси» |         |                        | 16                     | 0                      | 1                  | 0                  | 0                     | 0                     | 17    | 0     |
| Всего            |         |                        | 107                    | 1                      | 17                 | 1                  | 15                    | 0                     | 139   | 2     |

## Достижения
«Юношеская сборная Франции (до 19 лет)»
- Чемпион Европы среди юношей (до 19 лет) (1): 2005

 «Бордо»
- Обладатель кубка Франции (1): 2012/13
- Обладатель Кубка французской лиги (1): 2006/07
- Обладатель Суперкубка Франции (1): 2008[8]